# Phungszu
Phungszu (hangul: 풍수, handzsa: 風水, RR: pungsu) a kínai fengsuj, tudományosan geomancia koreai megnevezése és vonulata. Maga az elnevezés szó szerinti jelentése: „szél és víz”. Bár a nyugati világban maga a fengsuj a kínai kultúrával kapcsolatban került be a köztudatba, valóján Kína mellett a többi ázsiai országban, például Koreában és Japánban is fontosnak tartották már az elmúlt évszázadokban is.

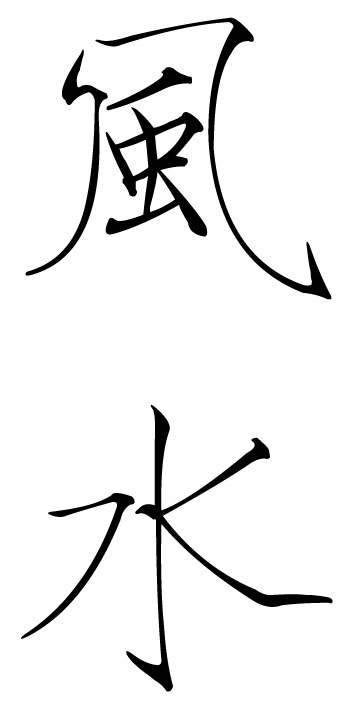
Pungszu, azaz szél és víz írásjegyei

A phungszu, „gyógymód a földnek”, az akupunktúra alkalmazásához hasonlóan a föld pozitív pontjait próbálja meghatározni. Az épületek, sírok jó helyre téve szerencsét hoznak.

## A kedvező hely

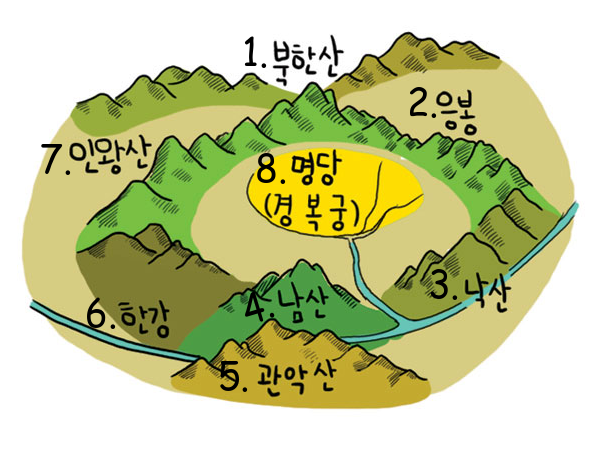
1. Pukhanszan (Bukhansan) 2. Ungbong (Eungbong)-hegy 3. Nakszan (Naksan) 4. Namszan (Namsan) 5. Kvanakszan (Gwanaksan) 6. Han folyó 7. Invangszan (Inwangsan) 8. mjongdang (myeongdang) („ideális helyszín”), ez esetben a Kjongbok (Gyeongbok) palotáé

Koreában a phungszut elsősorban az építészetben, a paloták és buddhista kolostorok, templomok, valamint sírok megfelelő helyének kiválasztásakor alkalmazták. A hagyományos koreai társadalom szorosabb kapcsolatban állt a természettel, törekedtek arra, hogy harmóniában éljenek vele, ezért vélhetően a phungszu elveit gyakran figyelembe vették egy-egy család lakóhelyének építésekor is. Úgy tartották, ha szerencsétlen helyre telepednek le vagy oda temetkeznek, az több generáción keresztül balszerencsét hoz a klánra. A kedvező helyet (koreaiul 혈 hyeol, kínaiul 穴 xue) meghatározott szabályokat követve tudták megtalálni. Egy ilyet helyet geomanciai szakszóval üregnek, barlangnak nevezhetünk. Ennek megtalálásához a fő támpontokat a víz, a szél és a hegy adták, ezen kívül nagy befolyással volt erre a jin-jang elmélet is. Ha egy ilyen kedvező helyet sikerült meghatározni, azt elfoglalni, oda építkezni vagy temetkezni, akkor a család és leszármazottaik is jó szerencsére számíthattak. Nemcsak uralkodói vagy vallási építményekre, hanem közemberek házára és sírokra, vagy egész településekre is igaz volt ez.

### Víz
A geomancia tudósainak felfogása szerint a földben található nedvesség az életenergia hordozója. Szabad szemmel nem biztos, hogy észrevehető, de a domborzat megfigyelésével meg lehet állapítani, hogy mely helyek bővelkednek nedves talajban, például dús növényzet alapján. A növények táplálása mellett a megújuló erőt hordozza magában. Ez a gondolat leginkább a sírok kiválasztásában tükröződik. A geomancia szerint, egy ilyen helyre temetett test is hozzájárulhat az elhunyt leszármazottainak szerencsés jövőjéhez. Az alapgondolat az, hogy az ember a testét a szüleitől, az őseitől kapja. Amikor egy szülő eltemetvén a földből megszerzi az ott összesűrűsödött életenergiát, továbbítja ezt a még élő rokonainak.  Ezt a felfogást több fennmaradt klántörténet is megörökíti.
A Koreai-félsziget minden irányból vízzel körülvett terület, hegyvidékes domborzata bővelkedik kisebb-nagyobb vízfolyásokban is. Egy kedvező hely kiválasztásának figyelmet fordítottak arra, hogy előtte vagy az előterében van-e vízfolyás, és ha van, milyen irányból érkezik és merre távozik onnan. Maga a hely nem lehetett teljesen nedves, de mindenképpen kellett lennie a környéken vízfolyásnak. A legkedvezőbb, ha jobbról és balról is körülölelték a területet. Fontos, hogy egy déli irányban folyó patak például ne legyen párhuzamos a hegyvonulattal, amely a kiválasztott helyet hátulról szegélyezi, illetve a kedvező helyről a kedvezőtlen irányban folyjon, megtisztítva ezzel a területet.

### Hegy
A geomancia szaknyelvében a kedvező hegyet sárkánynak nevezik. A sárkány egy khtonikus, azaz a föld és víz jegyeivel, az alsó és középső világgal is kapcsolatban álló, gyakran ambivalens lény. A kínai (és keleti) hagyományban egy kígyószerű, négylábú hüllő, vonzó és jóságos. A helymeghatározáskor kedvezőtlennek talált hegyet egyszerűen csak hegynek nevezik. A megfelelő hegy kiválasztása is elsősorban racionális indokokon alapszik, hiszen egy sziklásabb hegyre sem lakóhelyet, kolostort építeni nem lehet, és abba temetkezni sem. 

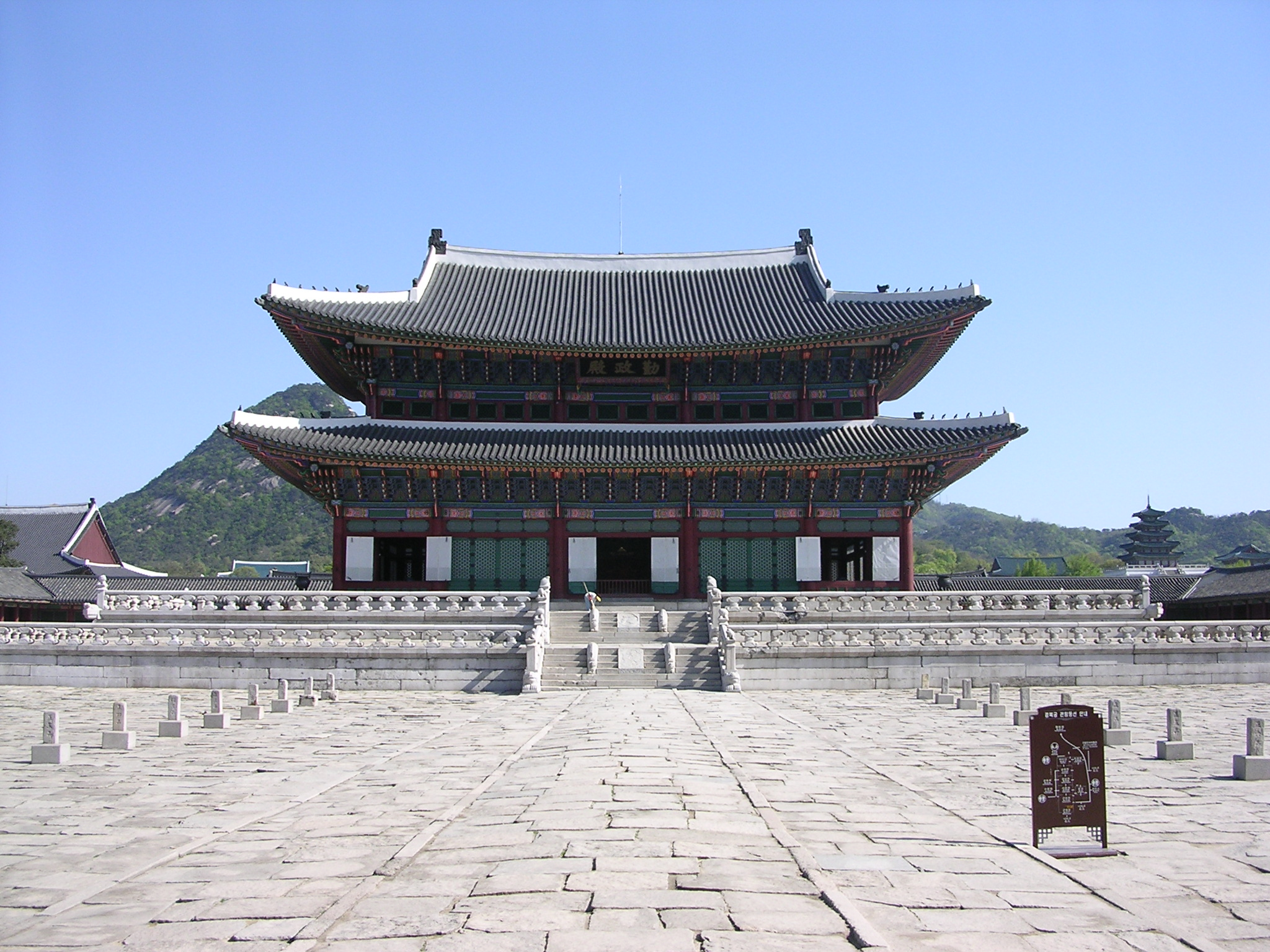
Kjongbok-palota és a mögötte emelkedő Pugakszan

Kínai és koreai geomanciai tankönyvekben találhatunk meghatározást arra, hogy mit is jelent a sárkány elnevezés. A Dili-Renzixhuezhi (地理人子須知) Ming-korból származó szöveg szerint maga a hegy megjelenése emlékeztet egy sárkányra, vannak kisebb és nagyobb, látható és rejtett, hasonló és eltérő vonulatok. A hegy külső jellemzői alapján több típusba is sorolják a hegységeket. Több száz ilyen elnevezés ismert, ezeket gyűjtött például Murajama Csidzsun japán kutató (村山智順 Murayama Chijun, 1891-1968) Korea phungszuja (朝鮮の風水 Csószen  no fúszui, Chousen no fuusui) című művében. Az elnevezések gyakran megszemélyesítések, amelyek meghatározhatják a hozzáállást is.
A geomanciai irányelvek alapján talán ez a máig is legjobban észrevehető elem, elég csak a koreai nagyvárosokra, vagy a palotákra tekintenünk. A fővárosban található a Kjongbok-palota (景福宮 경복궁 Gyeongbokkung) is, tőle északra a Pugakszan, délre a Namszan, keletre a Nakszan és nyugatra az Invangszan. A történelem során többször is lerombolták, és újra kellett építeni, mégsem változtattak az elhelyezkedésén. A koreaik phungszuba vetett mély hitét ismerve gyakoroltak pszichológiai nyomást rájuk a japán megszállók. A szöuli japán kormányzó rezidenciáját ugyanis a Kjonbok-palota elé építették fel, sugallva ezzel a koreai népnek, hogy a szerencséjük elveszett.

## Története
A koreai történelem folyamán a különböző időszakokban más-más vallások, filozófiák, ideológiák mellett voltak, akik másként ítélték meg a phungszu fontosságát.

### Toszonszerzetes idejéig
A Koreai-félsziget domborzati adottságai miatt az ott élő emberek mindig is szoros kapcsolatban éltek a természettel. Egy síkságon élő csoport körében nem feltétlenül fejlődhetett volna ki egy phungszuhoz hasonló hagyomány, de itt az emberek természeti és éghajlati viszontagságokra való ösztönös reagálása, azaz a napsütés, szél, víz, stb. által való lakhely-meghatározása már időszámításunk körül megjelenhetett Koreában. A kínai-koreai kapcsolatokra már a három királyság időszaka (三國時代 삼국시대 Samguk sidae, i.e. 57 - i. sz. 668) előtt is volt példa,  valamint a koreai történelem egyik legfőbb írásos forrása, a Szamguk jusza (三國遺事 삼국유사, Samguk yusa) is erre enged következtetni. Ebben olvasható ugyanis Thalhe király (脫解 탈해 Talhae, Silla negyedik uralkodója) története, aki cselhez folyamodik annak érdekében, hogy az általa kedvezőnek ítélt helyet megszerezze és ott építhesse fel lakhelyét.

### Toszonszerzetes idejétőlSzedzsongkirályig
Szedzsong király (世宗大王 세종대왕 Sejong daewang, uralkodott 1418-1450) uralkodásáig, azaz az 1450-es évekig egyre fontosabbá váltak a Toszon szerzetes által meghatározott elvek, ezt követve többször sor került a főváros elköltöztetésére is.

### Szedzso király idejétől aSilhakmegerősödéséig
Szedzso (世祖 세조 Sejo, uralkodott 1455–1468) trónra kerülésétől a Silhak (實學 실학) konfucianista vonulat megerősödéséig a phungszu továbbra is bevett és elfogadott gyakorlat volt. A fő ideológia eddigre már egyértelműen a konfucianizmus lett, de a konfuciánusok sem bírálták a phungszu gyakorlatát, mert az elhunyt szülő számára megfelelő sírhely kiválasztására való törekvésben a szülőtiszteletet, a konfuciánus tanítások egyik legfontosabbikát látták megnyilvánulni.

### A Silhak megerősödésétől a XIX. század végéig
A Silhak-tudósok erősen támadták a phungszu hagyományát. Szélsőséges esetekben csalásokhoz folyamodtak az emberek, hogy az általuk kiválasztott kedvezőnek ítélt helyet megszerezzék, ezek akár perekhez is vezethettek. A tudósok szerint a koreai társadalomra káros befolyással volt a phungszu, a csalások, az erre áldozott nagy összegű pénzek, stb. miatt. A Silhak a gyakorlatiasabb tudást és természethez való hozzáállást támogatta, a mezőgazdaság fejlesztését és az ahhoz kapcsolódó gyakorlati tudás, technika elsajátítását sokkal fontosabbnak tartották.

### Ajapán megszállásideje alatt (1910–1945)
A japánok szintén széles körben alkalmazták a geomanciát, példa erre akár Nara és Kiotó elhelyezkedése. Valószínűleg tudatában voltak annak, hogy a koreaiak is mennyire fontosnak tartják, ezért lehetett a japánok számára egy pszichológiai fegyver, amikor a félszigetet megszállva bevezették a köztemetői rendszert és nem engedték a szabadon temetkezést. A phungszu elvei által kedvezőnek tekinthető helyre japán épületeket húztak fel, fontos geomanciai vonalakat pedig vasútvonalakkal kereszteztek. Ezzel a pszichológiai demoralizációval Japán tovább legitimizálhatta hatalmát.

### 1945 után
A japán megszállás alól való felszabadulás, illetve a koreai háború után az ország romokban hevert. A koreai nép talpra állásra és modernizációra való törekvésének évtizedeiben pedig nem fordítottak nagy figyelmet a hagyományos kultúrára és felfogásra, a geomancia iránti érzékenység is halványulni kezdett. Csak az 1980-as éveket követően jelent meg a geomancia a kutatások területén, disszertációk témája lett, és napjainkig születnek tanulmányok a témával kapcsolatban.

## Helyzete a modern Dél-Koreában
A megjelent kiadványok alapján is megállapítható, hogy napjainkban is vannak olyan kutatók, akik tudományos szempontból közelítik meg a phungszut, de a nyugati felfogáshoz hasonlóan, Koreában is többen tekintenek rá divatirányzatként, ami ma már főleg a belsőépítészettel és a szerencsehozás különféle lehetőségeivel foglalkozik, és egy egész klán, település vagy ország jóléte helyett egyéni célok érdekében alkalmazzák.

## Ajánlott irodalom
- Buswell, Jr., Robert E. (szerk.): Religions of Korea in Practice, Princeton University Press. 2007.
- Csoma Mózes: Korea: Egy nemzet, két ország – A közös gyökerektől, Napvilág Kiadó, Budapest. 2013.
- 최창조:『한국의 풍수 사상』.민음사. 1984.
- Grayson, James Huntley: Korea: A Religious History, Routledge Courson. 2002.
- Nemeth, David J.: The Architecture of Ideology, University of California Press. 1987.
- Yoon, Hongkey: Geomantic Relation Between Culture and Nature in Korea, Oriental Cultural Service, Taipei. 1974.